# Peppino D’Agostino

Peppino D’Agostino

Peppino D’Agostino (* 1956 in Messina/Autonome Region Sizilien) ist ein italienischer Gitarrist, Musikpädagoge und Komponist.

## Leben
D’Agostino entwickelte sich im Verlauf von dreißig Jahren zu einem bedeutenden Virtuosen auf der akustischen Gitarre. Der in San Francisco lebende Musiker war in den 1980er Jahren ein namhafter Vertreter der zweiten Welle der Fingerstylisten. Er gab Konzerte in mehr als dreißig Ländern und trat mit Musikern wie dem klassischen Gitarristen David Tanenbaum, dem Perkussionisten Jeff Campitelli, dem Harfenisten und Geiger Carlos Reyes, mit Tommy Emmanuel, Leo Kottke, Laurindo Almeida, Larry Carlton, Eric Johnson und Martin Taylor auf. Mit Alfredo Morabito und Enzo Ponzio bildete er die Gruppre Bluerba.
Für den  Gitarristen Stef Burns und den Sänger Vasco Rossi komponierte er den Song Stammi Vicino, der den ersten Platz bei den iTunes Rock Charts in Italien erreichte. Darüber hinaus komponierte er auch Filmmusik. Er nahm 19 CDs auf, darunter das Album Every Step of The Way, das bei den Acoustic Guitar’s People’s Choice Awards die Bronzemedaille als bestes akustisches Album aller Zeiten gewann. Acoustic Spirit, Close to the Heart und Every Step of the Way wurden von den Lesern des Magazins Acoustic Guitar als beste Alben für akustische Gitarre gewählt. Auf dem Album Penumbra spielte D’Agostino zwei Stücke, die Sergio Assad für ihn komponiert hatte, und Kompositionen von Roland Dyens, Maurizio Colonna und Gyan Riley.
Daneben gibt D’Agostino weltweit Workshops, Meisterklassen und Seminare für Gitarristen und gründete mit seiner Frau Donna die Music World Retreats für Instrumentalisten und Songwriter. Seine Kompositionen und Lehrwerke erschienen u. a. bei Truefire, Alfred Publishing, Hal Leonard und Acoustic Guitar Magazine Books. 2017 zählte ihn das Magazin Guitar Player zu den 50 transcendent superheroes of the acoustic guitar.

## Diskographie
- Acoustic Spirit (1986)
- Sparks (1988)
- Close to the Heart (1993)
- Venus over Venice (1995)
- A Glimpse of Times Past (1998)
- Classic/Steel (2001)
- Every Step of the Way (2002)
- Bayshore Road (2005)
- International Guitar Night (2006)
- Made in Italy (2008)
- Nine White Kites (2010)
- Begin with Pacific Guitar Ensemble (2012)
- Penumbra (2014)
- For the Beauty of This Wicked World (2019)
- Connexion (2020)